# Sternotherus depressus
Sternotherus depressus — вид иловых черепах. Ранее считались подвидом малой мускусной черепахи (Sternotherus minor).

## Описание

### Внешний вид
Это мелкая черепаха, чей карапакс не превышает 12 см в длину. Панцирь овальный, у молодых животных с тремя продольными гребнями, исчезающими с возрастом. Карапакс коричневато-оливковый. По бокам головы светлые продольные полоски. Как и остальные виды рода, испускает резкий мускусный запах.

### Распространение и места обитания
Водится в крупных реках, озёрах, постоянных потоках и запрудах на юго-востоке США. Ареал невелик, главным образом в Джорджии и Алабаме.

### Питание
Питается животной пищей — различными водными беспозвоночными, в основном моллюсками.

### Размножение
В мае — июле самки откладывают дважды за сезон по три продолговатых яйца в твёрдой скорлупе.

## Охранный статус
Sternotherus depressus охраняется федеральным законом в штате Алабама. Включена в список редких и исчезающих видов животных США.